# الجيش الأرجنتيني
الجيش الأرجنتيني (إخرسيتو الأرجنتيني، EA) هي القوة المسلحة، فرع من فروع القوات المسلحة لجمهورية الأرجنتين. بموجب الدستور الأرجنتيني، رئيس الأرجنتين هو القائد الأعلى للقوات المسلحة ويمارس سلطته القيادية من خلال وزير الدفاع.
تاريخ تأسيس الجيش الرسمي هو 29 مايو 1810 (يحتفل به في الأرجنتين كيوم الجيش)، بعد أربعة أيام من الإطاحة بالإدارة الاستعمارية الإسبانية في بوينس آيرس. تم تشكيل الجيش الوطني الجديد من عدة وحدات من الميليشيات الاستعمارية التي كانت موجودة سابقًا والأفواج المأهولة محليًا؛ وأبرزها فوج المشاة "Patricios"، الذي لا يزال حتى الآن وحدة نشطة.

## التاريخ

### 1880-1960

#### حرب فوكلاند

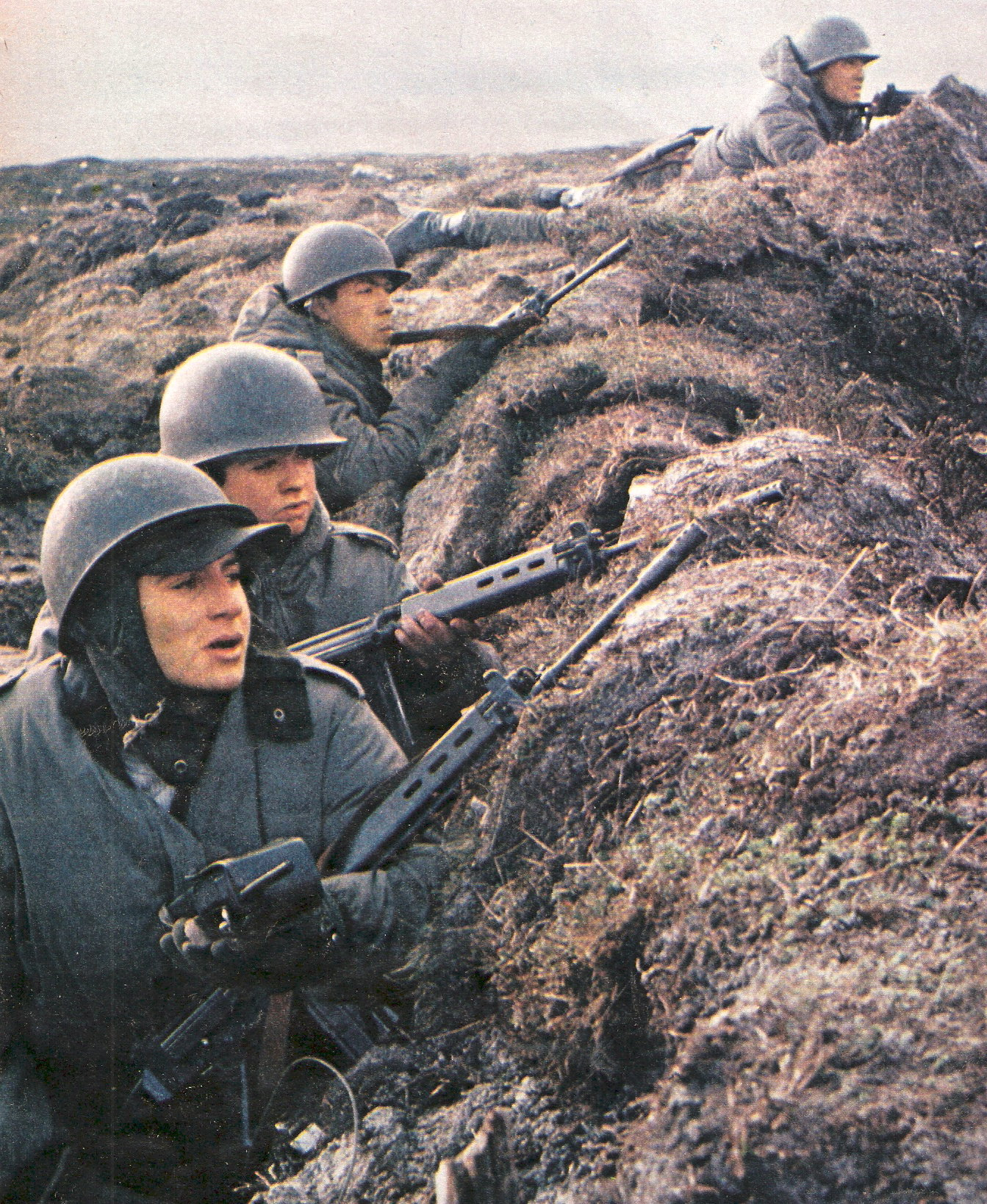
جنود أرجنتينيون يحملون بنادق FN FAL في حرب فوكلاند.

تعود جذور الأزمة التي تفجرت بين المملكة المتحدة والأرجنتين في أبريل عام 1982م حول تبعية جزر "فوكلاند" إلى مئات السنين. وقد اختلفت المصادر حول اكتشاف جزر فوكلاند فبينما نسبته المصادر البريطانية إلى الكابتن "جون ديفيز.
في 2 أبريل 1982، ساهم الجيش الأرجنتيني بقوات في عملية روساريو، وغزو جزر فوكلاند عام 1982 والاحتلال الذي تلا ذلك. كما عارضت قوات الجيش عملية الهبوط البرمائية في سان كارلوس ووتر في 21 مايو، وقاتلت البريطانيين في غوس جرين، ماونت كينت، والمعارك المحيطة بميناء ستانلي التي أدت إلى وقف إطلاق النار في 14 يونيو، ثم استسلام القوات الأرجنتينية.

### اقتباسات
1. ↑  "Miembros de las fuerzas armadas y de seguridad denuncian que no están en los padrones y que recibieron órdenes de no votar" (بالإسبانية).
2. ↑  "El Gobierno oficializó la designación de Guillermo Pereda como jefe del Ejército Argentino" (بالإسبانية).
3. ↑  "Operación Rosario". Argentina.gob.ar. Argentine Ministry of Defence. مؤرشف من الأصل في 2019-05-08. اطلع عليه بتاريخ 2018-06-08.

## روابط خارجية
- (بالإسبانية) الموقع الرسمي
- (بالإسبانية) التنظيم والمعدات
- Globalsecurity.org - الجيش الأرجنتيني - المعدات (تم تحديث الصفحة 05 2015-02) (تم الوصول إليها في 2015-02-28)